# Alex Biega
Alex Biega (né le 4 avril 1988 à Montréal, dans la province de Québec au Canada) est un joueur professionnel canadien de hockey sur glace. 
Son frère, Danny Biega, est joueur de hockey professionnel.

## Carrière de joueur
Il est repêché en 2004 dans la LHJMQ par l'Océanic de Rimouski, mais il choisit plutôt de jouer aux États-Unis et jouer ensuite au niveau universitaire. Après deux saisons avec son école secondaire à Salisbury, il est choisi par les Sabres de Buffalo au 147e rang lors du repêchage d'entrée dans la LNH 2006. Il rejoint ensuite les Crimson de l'Université Harvard et joue quatre saisons au sein de l'équipe, obtenant quelques présences aux équipes d'étoiles.
Après avoir obtenu son diplôme d'Harvard, il signe avec les Sabres en 2010 et fait ses débuts professionnels dans la LAH avec leur équipe affiliée, les Pirates de Portland. Après trois saisons sans être rappelé par les Sabres, il signe avec les Canucks de Vancouver durant l'été 2013.
Après avoir passé toute la saison 2013-2014 avec les Comets d'Utica dans la LAH, il joue son premier match dans la LNH le 16 février 2015 avec les Canucks face au Wild du Minnesota et inscrit le but de la victoire. Il a pris part à 7 parties avec les Canucks durant la saison.
La saison suivante, il prend part à 51 parties avec les Canucks après avoir commencé la saison avec les Comets.
Le 6 octobre 2019, il est échangé aux Red Wings de Détroit en retour de l'attaquant David Pope.

## Statistiques
| Saison     | Équipe                 | Ligue      |                   | Saison régulière  | Saison régulière  | Saison régulière  | Saison régulière  | Saison régulière  |                   | Séries éliminatoires | Séries éliminatoires | Séries éliminatoires | Séries éliminatoires | Séries éliminatoires |
| Saison     | Équipe                 | Ligue      | PJ                | B                 | A                 | Pts               | Pun               | PJ                | B                 | A                    | Pts                  | Pun                  |                      |                      |
| 2005-2006  | Salisbury Prep         | USHS       | 28                | 10                | 17                | 27                | 51                | -                 | -                 | -                    | -                    | -                    |                      |                      |
| 2006-2007  | Université Harvard     | ECAC       | 33                | 6                 | 12                | 18                | 36                | -                 | -                 | -                    | -                    | -                    |                      |                      |
| 2007-2008  | Université Harvard     | ECAC       | 34                | 3                 | 19                | 22                | 28                | -                 | -                 | -                    | -                    | -                    |                      |                      |
| 2008-2009  | Université Harvard     | ECAC       | 31                | 4                 | 16                | 20                | 50                | -                 | -                 | -                    | -                    | -                    |                      |                      |
| 2009-2010  | Université Harvard     | ECAC       | 33                | 2                 | 8                 | 10                | 30                | -                 | -                 | -                    | -                    | -                    |                      |                      |
| 2010-2011  | Pirates de Portland    | LAH        | 61                | 3                 | 15                | 18                | 52                | 12                | 1                 | 1                    | 6                    | 1                    |                      |                      |
| 2011-2012  | Americans de Rochester | LAH        | 65                | 5                 | 18                | 23                | 47                | 2                 | 0                 | 2                    | 2                    | 6                    |                      |                      |
| 2012-2013  | Americans de Rochester | LAH        | 72                | 5                 | 19                | 24                | 57                | 3                 | 0                 | 2                    | 2                    | 2                    |                      |                      |
| 2013-2014  | Comets d'Utica         | LAH        | 73                | 3                 | 19                | 22                | 53                | -                 | -                 | -                    | -                    | -                    |                      |                      |
| 2014-2015  | Comets d'Utica         | LAH        | 62                | 3                 | 16                | 19                | 24                | 23                | 0                 | 4                    | 4                    | 16                   |                      |                      |
| 2014-2015  | Canucks de Vancouver   | LNH        | 7                 | 1                 | 0                 | 1                 | 0                 | -                 | -                 | -                    | -                    | -                    |                      |                      |
| 2015-2016  | Comets d'Utica         | LAH        | 14                | 1                 | 5                 | 6                 | 8                 | -                 | -                 | -                    | -                    | -                    |                      |                      |
| 2015-2016  | Canucks de Vancouver   | LNH        | 51                | 0                 | 7                 | 7                 | 22                | -                 | -                 | -                    | -                    | -                    |                      |                      |
| 2016-2017  | Comets d'Utica         | LAH        | 1                 | 0                 | 0                 | 0                 | 2                 | -                 | -                 | -                    | -                    | -                    |                      |                      |
| 2016-2017  | Canucks de Vancouver   | LNH        | 36                | 0                 | 3                 | 3                 | 18                | -                 | -                 | -                    | -                    | -                    |                      |                      |
| 2017-2018  | Canucks de Vancouver   | LNH        | 44                | 1                 | 8                 | 9                 | 32                | -                 | -                 | -                    | -                    | -                    |                      |                      |
| 2018-2019  | Comets d'Utica         | LAH        | 3                 | 0                 | 2                 | 2                 | 0                 | -                 | -                 | -                    | -                    | -                    |                      |                      |
| 2018-2019  | Canucks de Vancouver   | LNH        | 41                | 2                 | 14                | 16                | 22                | -                 | -                 | -                    | -                    | -                    |                      |                      |
| 2019-2020  | Red Wings de Détroit   | LNH        | 49                | 0                 | 3                 | 3                 | 24                | -                 | -                 | -                    | -                    | -                    |                      |                      |
| 2020-2021  | Red Wings de Détroit   | LNH        | 13                | 0                 | 3                 | 3                 | 4                 | -                 | -                 | -                    | -                    | -                    |                      |                      |
| 2021-2022  | Marlies de Toronto     | LAH        | Saison en cours ? | Saison en cours ? | Saison en cours ? | Saison en cours ? | Saison en cours ? | Saison en cours ? | Saison en cours ? | Saison en cours ?    | Saison en cours ?    | Saison en cours ?    |                      |                      |
| Totaux LNH | Totaux LNH             | Totaux LNH | 241               | 4                 | 38                | 42                | 122               | -                 | -                 | -                    | -                    | -                    |                      |                      |

## Trophées et honneurs personnels
- 2006-2007 : nommé dans l'équipe des recrues de l'ECAC.
- 2007-2008 : nommé dans la troisième équipe d'étoiles de l'ECAC.
- 2008-2009 : nommé dans la troisième équipe d'étoiles de l'ECAC.